# World War Live: Battle of the Baltic Sea
World War Live: Battle of the Baltic Sea — первый концертный альбом и DVD-диск группы Sabaton, релиз которого состоялся в 2011 году. Бонусом к альбому вышла запись концерта на фестивале Rockstad в городе Фалун в 2008 году.

## Список композиций
Диск 1
1. «The March to War (Intro)» — 1:20
2. «Ghost Division» — 3:53
3. «Uprising» — 6:06
4. «Aces in Exile» — 6:05
5. «Cliffs of Gallipoli» — 6:34
6. «White Death» — 5:32
7. «Swedish Pagans» — 6:17
8. «Wolfpack» — 5:47
9. «40:1» — 5:42
10. «The Art of War» — 5:39
11. «Attero Dominatus» — 4:49
12. «The Price of a Mile» — 6:26
13. «Primo Victoria» — 5:01
14. «Metal Medley» — 5:09
15. «Dead Soldiers Waltz (Outro)» — 2:46

Диск 2
1. «Screaming Eagles» — 4:27
2. «Coat of Arms» — 3:16
3. «Into the Fire» — 3:18
4. «Talvisota» — 3:34
5. «Final Solution» — 5:36
6. «Back in Control» — 3:55
7. «Panzerkampf» — 5:27
8. «7734» — 3:49
9. «Hellrider» — 4:00
10. «Panzer Battalion» — 5:01
11. «Rise of Evil» — 7:51
12. «40:1» — 4:33

Bonus-DVD
1. «Ghost Division»
2. «The Art of War»
3. «Into the Fire»
4. «Nuclear Attack»
5. «Rise of Evil»
6. «40:1»
7. «Wolfpack»
8. «Panzer Battalion»
9. «Price of a Mile»
10. «In the Name of God»
11. «Union»
12. «A Light in the Black»
13. «Primo Victoria»
14. «Cliffs of Callipoli»
15. «Attero Dominatus»
16. «Metal Medley (Metal Machine / Metal Crüe)»

Музыкальное видео: Coat of Arms, Uprising, Screaming Eagles

## Над альбомом работали
- Йоаким Броден — вокал, бас-гитара;
- Пэр Сундстрём — бас-гитара;
- Рикард Сунден — ритм-гитара, бэк-вокал;
- Оскар Монтелиус — соло-гитара, бэк-вокал;
- Даниель Муллбак — ударные;
- Даниель Мюр — клавишные, бэк-вокал.